# Rudolf Ullstein
Rudolf Ullstein (* 26. Februar 1874 in Berlin; † 2. Februar 1964 ebenda) war ein deutscher Verleger.

## Leben

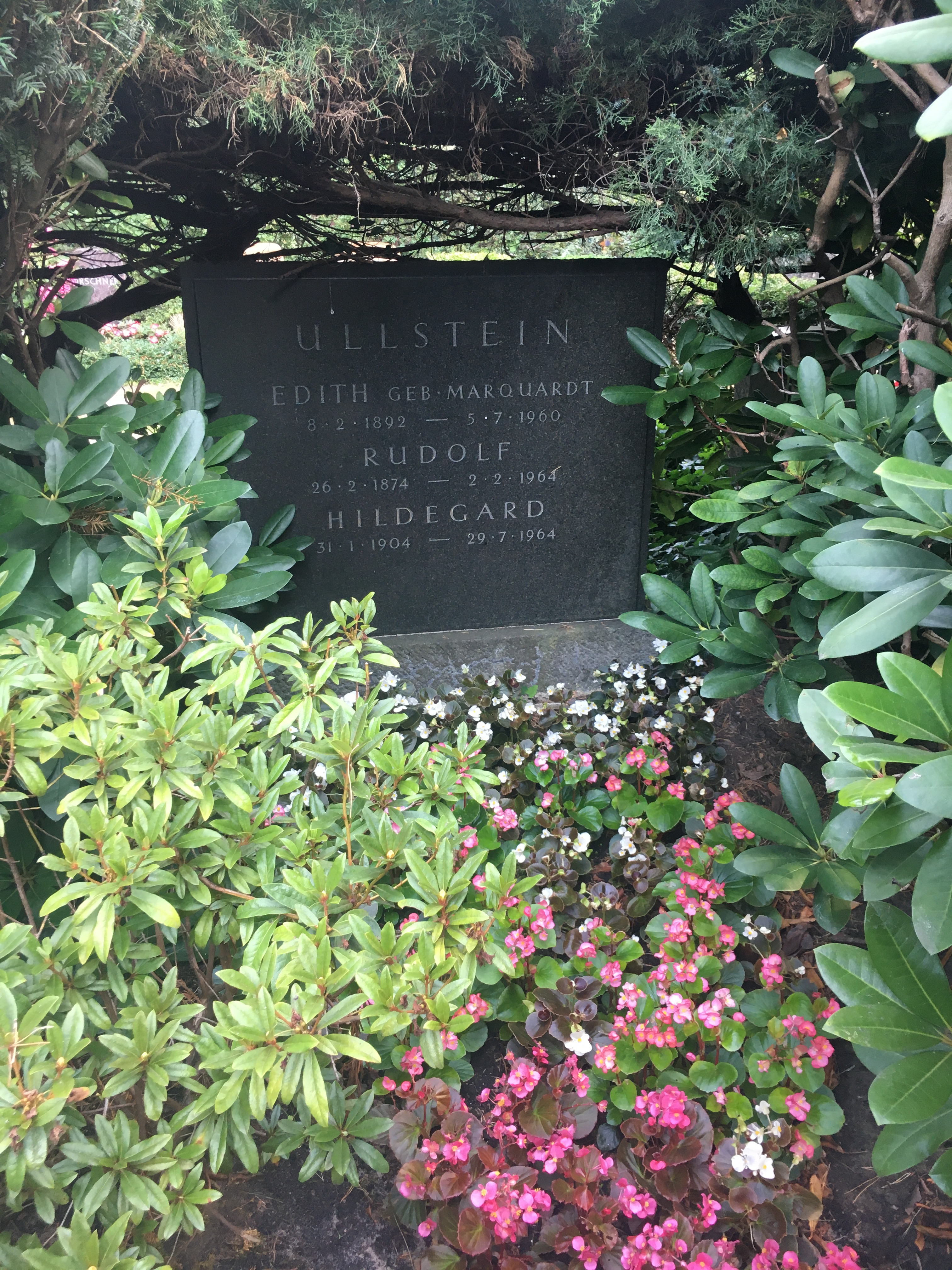
Grabstätte auf dem Waldfriedhof Dahlem

Rudolf Ullstein war der zweitjüngste der fünf Ullstein-Brüder, die den in den 1870er-Jahren in Berlin gegründeten, zu diesem Zeitpunkt weltbekannt gewordenen Zeitungsverlag nach dem Tod ihres Vaters Leopold Ullstein übernahmen und zum damals größten Medienunternehmen Deutschlands ausbauten.
Als Leopold Ullstein 1899 starb, führten die Söhne Hans, Louis, Franz, Hermann und Rudolf das Unternehmen im Geiste ihres Vaters fort. Rudolf unterstand das Druckerei-Ressort und der technische Apparat. Er war der Bauherr des riesigen Druckhauses Ullsteinhaus in Berlin-Tempelhof.
Nach der „Machtergreifung“ der Nationalsozialisten lebte Rudolf Ullstein noch bis 1939 in Berlin und konnte kurz vor Kriegsbeginn in letzter Minute nach Großbritannien emigrieren, wo er als Fabrikarbeiter seinen Lebensunterhalt verdiente. Nach 1945 nach Berlin zurückgekehrt, betrieb er die Rückgabe des von den NS-Machthabern „arisierten“ Verlages und führte ihn bis Ende der 1950er-Jahre fort. Nachdem die Aktienmehrheit zu diesem Zeitpunkt an den Zeitungsverleger Axel Springer verkauft worden war, zog sich der betagte Rudolf Ullstein vom Geschäft zurück und starb wenig später. Beigesetzt wurde er auf dem Berliner Waldfriedhof Dahlem. (Abt. 2B Nr. 17/19)
1958 schuf der Berliner Bildhauer Erich Fritz Reuter ein eindrucksvolles Bronzebildnis Rudolf Ullsteins.